# Transkraniell magnetstimulering

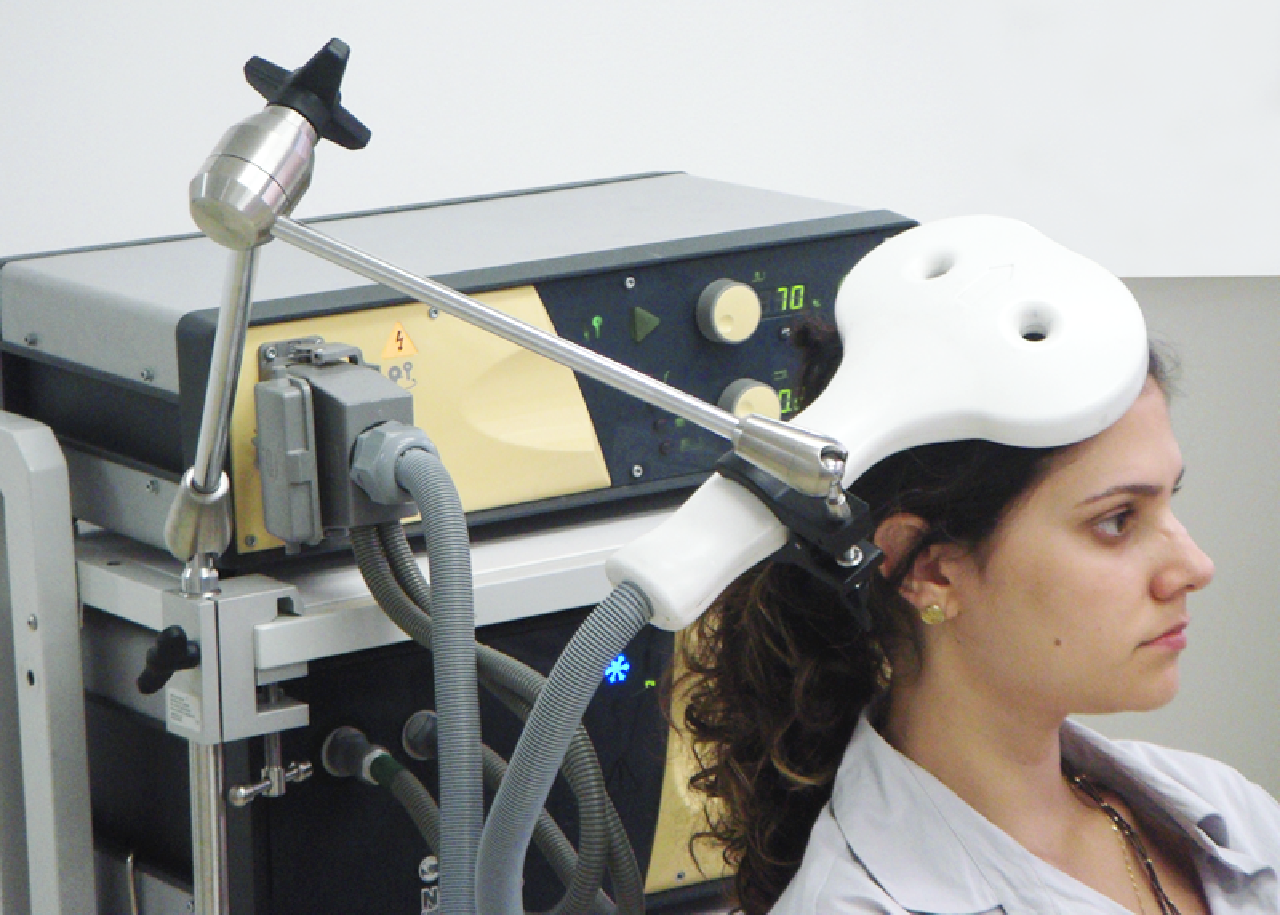
Transkraniell magnetstimulering.

Transkraniell magnetstimulering (TMS) är en undersöknings- och behandlingsmetod där man med en elektromagnet mot skalpen, som producerar ett snabbt varierande magnetfält, inducerar ett svagt elektriskt fält i hjärnbarken. Detta inducerar en förändring i hjärnbarkens elektriska aktivitet genom att antingen depolarisera eller hyperpolarisera neuroner. Beroende på vilken del av hjärnan som stimuleras uppnås olika effekter. Vid stimulering av motorisk hjärnbark leder stimuleringen till en nervsignal som via ryggmärgen och perifera nerver ger en muskelrörelse. Vid stimulering av Wernickes eller Brocas område i hjärnan kan tillfällig afasi uppnås.
Utvärderingen visar att rTMS kan användas för att behandla depression hos personer som av något skäl inte vill eller kan behandlas med ECT (elektrokonvulsiv behandling) och att rTMS i vissa fall lindrar symptomen på depression men inte lika mycket som ECT.

## Historia
Användningen av elektrisk stimulering av nerver och muskler upptäcktes av Galvani och Volta runt år 1770. Då kunde ytliga nerver stimuleras för att frambringa fysiologiska responser; någonting som ännu inte fungerade på hjärnan då den ligger relativt isolerad bakom den icke elektricitetsledande skallen.
Det var först då induktionsprinciperna bakom elektromagnetism upptäcktes av Michael Faraday år 1831 som det blev möjligt att använda sig av magnetfält istället för direkt elektrisk ström för att komma åt hjärnan. Begränsad framgång inom detta område rådde ända fram till 1976, då magnetfältstekniken var tillräckligt utvecklad för att kunna uppnå de koncentrerade fält som krävs för att få resultat. År 1985 kunde en programgrupp i Sheffield presentera tillräckliga resultat för att väcka intresse för tekniken.

## Teknisk konstruktion
Själva apparaten som används vid TMS är en elektromagnet varigenom det går en elektrisk ström som producerar ett föränderligt magnetfält, vilket inducerar ström till närliggande ledare, däribland hjärnsubstans. Strömmen genom elektromagneten pulserar upp till 50 gånger per sekund, och varje puls framkallar en snabb ökning och minskning av det magnetiska fältet. Magneten är formad som två närliggande cirklar, likt en åtta, vilket underlättar för fokuseringen av magnetfältet till precis det område som avses.

## Användningsområden

### Diagnosticering och övervakning
Undersökningsmetoden användes ursprungligen för att stimulera hjärnsubstans under neurokirurgi för att övervaka att hjärnområdets funktion kvarstod som den skulle. Detta gjordes även vid ryggkirurgi, då man vill undvika skador på ryggmärgen. TMS lämpar sig särskilt bra för detta då det inte kräver att patienten är vaken för att det ska fungera.
Efter denna typ av användning kunde konstateras att TMS trots sin starka stimulering av hjärnsubstansen inte gav några typer av skador eller markanta bieffekter, vilket bäddade för en mer utbredd användning av metoden. Det började användas för att undersöka vilka områden i hjärnan som styr vilka specifika funktioner. Genom att föra elektromagneten över patientens hjässa på vissa förutbestämda och standardiserade ställen kunde forskare observera vad detta hade för inverkan på patientens fysiologiska beteende. Detta beteende kunde sedan visa för forskarna vilka hjärnområden som styrde dem.

#### Språkområden
En av de vanligaste användningarna för TMS är att simulera hjärnskador. Detta uppnås genom att via TMS inaktivera vissa specifika lokaliserade områden i hjärnbarken, vilket temporärt framkallar samma symptom hos testpersonen som skulle ha uppstått om motsvarande område varit skadat från ett trauma. I förhållande till språk kan det användas för att undersöka språkets lokalisering i höger respektive vänster hjärnhalva, länkar mellan tolkning och produktion av språk samt eventuella evolutionära länkar mellan handgester och verbalt språk.
TMS har använts speciellt vid undersökande av Brocas och Wernickes område, två områden i hjärnbarken som ansvarar för produktion respektive förståelse av ord. Då dessa funktioner är såpass specifikt lokaliserade och effekterna av stimulering blir såpass tydliga lämpar de sig oerhört väl för att undersökas med TMS. En stor fördel med att simulera hjärnskador med TMS inom detta område är att man med TMS kan utesluta okända faktorer såsom patientens verbala förmågor före hjärnskadan.
TMS har en stor potential inom detta område, och kan användas för att undersöka samverkan mellan semantik, syntax, språkproduktion och läsning. Det är ett växande forskningsområde där nya användningar och upptäckter sker hela tiden.

### Behandling
I och med att det konstaterades att TMS saknade allvarliga bieffekter, trots dess starka och temporära inverkan på olika hjärnområden, började det snabbt undersökas till vilken grad TMS kan användas som en form av fysisk terapi på samma sätt som elektrisk stimulering via elektroder ibland används.

#### Depression
Vid användning av TMS inom neurodiagnostik rapporterades humörförändringar från flera patienter, vilket väckte frågan om huruvida TMS är lämpad som behandling mot depression. TMS har vid tidiga studier på råttor rapporterats ge positiva resultat jämförbara med antidepressiva medel och ECS-behandling, då råttorna observerats ha fått en minskad tröskel för epileptiska anfall samt en reducerad reaktionstid i det så kallade forced swim-testet, vilka båda är vedertagna indikatorer på ett upplyft humör.
De flesta försök att använda TMS för att behandla depression fokuserar magnetfältets stimulering kring den vänstra prefrontalloben, där flera positiva resultat har påvisats. Det har dock varit svårt att bevisa utan tvekan att de effekter som uppmätts i de TMS-försök som genomförts inte kunnat tillskrivas placebo-effekten helt och hållet. Även försök att visa på samband mellan TMS och frigörelsen av dopamintransmittorer samt positiva effekter på system beroende av noradrenalin och serotonin, men dessa resultat har inte varit slutgiltiga. Trots tveksamheterna kring metoden tycks dock de flesta resultaten vara försiktigt positiva, enligt en metaanalys som redovisas i Oxfords handbok för TMS.
I en systematisk litteraturöversikt genomförd av SBU, Statens beredning för medicinsk utvärdering, undersöktes femton olika studier av TMS som behandlingsmetod. De flesta studierna utfördes på patienter med diagnosticerad depression som inte fått någon effekt av andra antidepressiva läkemedel, medan vissa studier använde läkemedel och TMS samtidigt och hoppades på att få en förbättrad effekt. Enligt metaanalysen kunde konstateras att de patienter som faktiskt fick magnetstimulation av den vänstra hjärnhalvan upplevde en förbättring av deras depressiva symptom jämfört med de kontrollgrupper som hade inaktiva magnetspolar. Mer än hälften av dessa återföll dock inom sex månader. Biverkningar var huvudvärk och muskelsmärta.
Vid så kallad repetitiv transkraniell magnetstimulering (rTMS) placeras en elektromagnetisk spole på patientens huvud som ger upprepade pulser för att stimulera delar av hjärnan som tros ha med depressionen att göra. En variant på rTMS är djup transkraniell magnetstimulering, dTMS. Då används en spole med en annan form (så kallad H-spole) än den som oftast används vid rTMS som är lindad som en åtta (figur-8-spole).
Utvärderingen visar att rTMS kan användas för att behandla depression hos personer som av något skäl inte vill eller kan behandlas med ECT (elektrokonvulsiv behandling) och att rTMS i vissa fall lindrar symptomen på depression men inte lika mycket som ECT.
Svenska SBU har senare även utvärderat effekter och biverkningar av dTMS. Utvärderingen visar att forskningen inte har jämfört effekterna av dTMS och rTMS med figur-8-spole men att effekten verkar vara i samma storleksordning. Enligt utvärderingen saknas tillförlitliga studier som jämför dTMS med andra behandlingar mot depression. Men jämfört med behandling med en overksam spole (attrapp, placebo) verkar dTMS leda till att fler personer med svårbehandlad depression bli symtomfria. Det är dock oklart hur länge effekten kvarstår.
Enligt utvärderingen verkar dTMS ha få biverkningar, förutom lokal smärta. Epileptiska anfall kan förekomma även vid dTMS-behandling men är ovanliga. Det finns inget som tyder på kognitiva biverkningar.

#### Rörelsenedsättningar och funktionshinder
Det försiggår några experimentella användningar med TMS inom olika typer av rörelsenedsättningar. TMS har testats som behandling av Parkinsons sjukdom och Tourettes syndrom, alla med blandad framgång. Det är teoretiskt möjligt att stimulering av den motoriska hjärnbarken kunde vara kliniskt användbar på samma sätt som djupare hjärnstimulering har visat sig vara effektiv vid rörelsenedsättningar. 
Det finns teorier kring att upprepad TMS, då den används vid motoriska områden och framkallar en fysisk reaktion hos patienten, kan leda till stärkande av synapserna i det hjärnområdet samt till ökad dendritfördelning, båda vilka skulle underlätta för framtida motorisk aktivitet.
Det har även visats att TMS vid korrekt användning kan förbättra reaktionstiden hos patienter med Parkinsons sjukdom, vilket tros bero på att TMS kan öka hjärnsubstansens excitabilitet. Dessa effekter uppstår dock inte efter enstaka TMS-sessioner, utan upprepade sessioner spridda över tid har visat ge säkrare resultat.
Slutligen kan konstateras att resultaten för TMS som behandling av olika typer av rörelsenedsättningar är oklara, inte fastställda, men försiktigt positiva och lovande.

## Risker och fördelar
Bieffekter av TMS inkluderar begränsad huvudvärk och illamående. Vissa patienter har även fått krampanfall, vilket dock endast påvisats i kombination med anfallströskelsänkande mediciner.
Bland de klara fördelarna med TMS är att det är ett icke-invasivt undersöknings- och behandlingssätt som inte kräver bedövning eller sövning, och som är relativt billigt att utföra.